# СК-16
Самозарядный карабин СК-16 — прототип российской модульной снайперской винтовки под патрон 7,62 × 51 мм НАТО.

## История
Разработан конструкторами концерна «Калашников» Евгением Ерофеевым и Демьяном Беляковым.
Проект в настоящее время находится в стадии разработки и проведения испытаний.
Впервые данный перспективный образец общественность увидела в репортажах о визите главы «Ростеха» Сергея Чемезова на ижевское оружейное предприятие.

## Описание
В проекте используется масса оригинальных идей, которые по тем или иным причинам пока не получили широкого
распространения в области стрелкового оружия, но при этом представляют большой интерес как для конструкторов, так и для стрелков.
Устройство автоматики выполнено по «лафетной схеме», более характерной для артиллерии (ранее применена например, в конструкции АН-94 «Абакан»), где ствол откатывается при выстреле вместе с затвором. Она даёт весьма существенное преимущество в кучности при стрельбе очередями фиксированной длины за счёт смещения импульса отдачи.
Для крепления прицелов и прочих вспомогательных принадлежностей оружие оснащено планками Пикатинни.
Телескопический приклад с регулировкой затыльника, складной вбок.
Двухсторонний рычаг предохранителя расположен над рукояткой управления огнём.
Для облегчения контроля количество патронов магазин планируется делать с прозрачной тыльной стороной.
Проект предлагает использовать отвод газов для работы автоматики при помощи специального устройства, расположенного на дульном срезе ствола. Надульный газоотводчик приводит в движение подвижные части после того, как пуля покидает ствол, устраняя таким образом паразитные вибрации системы в самый критический момент прицельной стрельбы. Одним из первых такую конструкцию применил Питер Маузер в своей автоматической винтовке 1902 года.
Также особенностью СК-16 является откат блока ствола и ствольной коробки, гасящий удары, воздействующие на оружие при стрельбе.
По словам конструкторов — «Поскольку прицел движется вместе со стреляющим агрегатом, его положение от выстрела к выстрелу
относительно канала ствола совершенно не меняется. Всё это работает на одну цель — сделать смещения ствола и прицела
минимальными после каждого выстрела».
По данной схеме была выполнена американская винтовка Johnson M1941, бывшая во время Второй мировой войны на вооружении морской пехоты США.
Ствольная коробка состоит из двух частей. В верхней части расположены крепления и направляющие ствольной группы и затвора, а в нижней части — детали УСМ и приемная шахта магазина. Данная конструкция позволяет использовать защищенную от колебаний планку для установки прицелов.
Рукоятка перезарядки не имеет постоянной жесткой связи с затворной рамой.
Во время стрельбы она остается неподвижной, однако при необходимости может взаимодействовать с внутренними агрегатами оружия для выполнения требуемых действий.
Двухсторонняя экстракция гильз с переключателем направления выброса, применённая в конструкции,
упростит стрелкам работу в условиях тесноты а также будет полезна для левшей.